# ヘンク・バーディングス

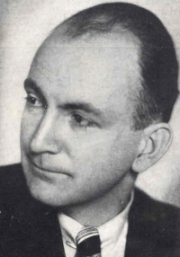
ヘンク・バーディングス

ヘンク・バーディングス（Henk Badings、1907年1月17日 - 1987年6月26日）は、オランダのクラシック音楽の作曲家。

## 略歴
ジャワ島のバンドンで生まれた。1937年までデルフト大学に鉱山技師兼古生物学者として勤務した後、音楽に人生を捧げた。ほとんど独学であり、当時のオランダ作曲界の長老であったウィレム・ペイペルから助言を受けることはあったが、音楽に対する見解は大きく異なっていた。
1930年にチェロ協奏曲第1番がアムステルダムのロイヤル・コンセルトヘボウ管弦楽団によって初演され、最初の大きな成功を収めた。彼の作品の擁護者には著名な指揮者のエドゥアルト・ファン・ベイヌムとウィレム・メンゲルベルクがいた。シュトゥットガルト音楽大学やユトレヒト大学をはじめ各地で教職についた。第二次世界大戦後、ナチスの占領政策の協力者として告発され、短期間音楽活動を禁止されたが、1947年には復帰した。
作品は31音音階など特異な音階や和声が多用されている。多作家で、生涯に1,000以上の作品を残した。吹奏楽の分野にもかなりの作品がある。